# Heterachthes mediovittatus
Heterachthes mediovittatus är en skalbaggsart som beskrevs av Martins 1962. Heterachthes mediovittatus ingår i släktet Heterachthes och familjen långhorningar. Inga underarter finns listade i Catalogue of Life.